# Naïm Qassem
Naïm Qassem (arabe : نَعِيم قَاسِم, Naʿīm Qāsim), né en février 1953, est un religieux et homme politique libanais, secrétaire général du Hezbollah depuis le 29 octobre 2024.
Membre du Mouvement Amal dans les années 1970, il participe à la fondation du parti politique et groupe paramilitaire islamiste chiite Hezbollah en 1982, et en devient le secrétaire général adjoint en 1991. Après la mort du chef de l'organisation Hassan Nasrallah, dans un bombardement israélien le 27 septembre 2024, il assure la direction par intérim, avant d'être nommé à sa tête.

## Biographie

### Jeunesse et enseignement
Qassem est né dans une famille chiite à Kfar Fila en février 1953,. Il a étudié la théologie et son professeur était l'ayatollah Mohammad Hussein Fadlallah. Il est également diplômé en chimie de l'Université libanaise.
Qassem est l'un des fondateurs du syndicat des étudiants musulmans libanais créé dans les années 1970. 
Après ses études, il devient professeur de chimie dans des lycées publics.  Il a dirigé l'association d'enseignement religieux islamique de 1974 à 1988. Il a également été conseiller pour les écoles Al Mustafa.

### Engagements politiques
Naïm Qassem rejoint dans les années 1970 le mouvement Amal alors dirigé par l'imam Moussa Sader. 
Il fait partie en 1982 des fondateurs du Hezbollah, fondé en réponse à l'invasion israélienne du Liban, puis en devient en 1991 le secrétaire général adjoint. Il se fait connaitre dans les années 1990 en coordonnant les campagnes électorales du parti. Il est depuis responsable de la gestion de nombreux dossiers de politiques internes de la formation chiite, notamment des questions liées au Parlement et au gouvernement, et certains aspects des relations extérieures du parti. Il s’est aussi fait connaître pour son rôle au sein des institutions sociales liées au Hezbollah, en particulier l'éducation.
Auteur d’une vingtaine d’ouvrages politiques et religieux, Naïm Qassem est considéré comme l’historien du Hezbollah. L’un de ses livres, Hezbollah : la voie, l’expérience et l’avenir  (2008 ed. Albouraq, Beyrouth) a été traduit en français.

### Chef du Hezbollah
Après l'assassinat d'Hassan Nasrallah, dans le bombardement israélien du quartier général du Hezbollah le 27 septembre 2024, dans le contexte de la guerre à Gaza et de la guerre entre Israël et le Hezbollah débutée en 2023, Naïm Qassem assure en tant qu'adjoint l'intérim de l'organisation chiite comme secrétaire général. Il vit dans un lieu secret depuis le début de la guerre. Après la mort d'Hachem Safieddine, le président du Conseil exécutif du Hezbollah, tué par une frappe israélienne le 3 octobre et qui était initialement pressenti pour succéder à Hassan Nasrallah, le Hezbollah annonce le 29 octobre l'élection de Qassem à la tête de l'organisation,. Il en prend les rênes en pleine guerre avec Israël qui a fait plus de 2 600 morts et 12 000 blessés, 1,4 million de déplacés et provoqué des dégâts considérables dans le sud du Liban, la banlieue sud de Beyrouth et la plaine de la Békaa. Il plaide publiquement pour un cessez-le-feu mais avertit que le Hezbollah a la capacité de frapper « partout » en Israël. Il est menacé de mort par des ministres israéliens dès l'annonce de son élection.